# 宮崎道三郎
宮崎 道三郎（みやざき みちさぶろう、1855年10月14日（安政2年9月4日） - 1928年（昭和3年）4月18日）は、三重県津市出身の法学者。法学博士。東京帝国大学教授（法制史）。日本法律学校（現・日本大学）創立者（総代）。

## 人物
1855年（安政2年）9月に、伊勢国安濃郡津新道（現在の三重県津市）にて出生。藩校有造館で漢籍や国史などを学んで、1872年（明治5年）に上京。日本法律学校（現日本大学の前身）の創立時には、設立評議員の一人である司法大臣山田顕義らによって、宮崎は若手の法律学者11名とともに設立者の代表として創立に深く関与している。

## 経歴
- 1855年（安政2年）9月4日 - 伊勢国安濃郡津新道（現三重県津市）に津藩（藤堂氏）重臣藤堂主膳の家老宮崎八郎右衛門（篤斎）の第四子として生まれる。
- 1870年（明治3年） - 開成学校入学。
- 1880年（明治13年） - 東京大学法学部卒業。文部省御用掛官立学務局勤務。
- 1881年（明治14年） - 東京大学御用掛兼務。東京大学法学部助教授。
- 1882年（明治15年） - 鹿児島県士族木場清生の娘・よし（木場貞長の妹）と結婚。
- 1884年（明治17年） - 文部省留学生としてドイツへ留学（沿革法理学・民法総論修業）。ハイデルベルク大学入学。
- 1885年（明治18年） - ライプツィヒ大学に転学。
- 1886年（明治19年） - ゲッティンゲン大学に学ぶ。
- 1887年（明治20年） - ライプツィヒ大学に戻る。
- 1888年（明治21年） - 帰国。帝国大学法科大学教授就任（日本法制史・比較法制史・ローマ法）[4]。
- 1889年（明治22年） - 日本法律学校（現在の日本大学）創立者総代となる。
- 1891年（明治24年） - 法学博士号を取得。
- 1898年（明治31年） - 東京学士会院会員に選出される。
- 1912年（明治45年） - 帝国学士院幹事。
- 1922年（大正11年） - 東京帝国大学退官。東京帝国大学名誉教授。
- 1928年（昭和3年）4月18日 - 逝去（72歳）、正三位、勲一等。墓所は青山霊園(1ロ19-7)

## 栄典・授章・授賞
位階
- 1891年（明治24年）12月21日 - 正七位[5]
- 1898年（明治31年）12月10日 - 正五位[6]
- 1904年（明治37年）2月10日 - 従四位[7]
- 1914年（大正3年）4月10日 - 従三位[8]

勲章等
- 1903年（明治36年）12月26日 - 勲三等瑞宝章[9]。
- 1910年（明治43年）12月26日 - 勲二等瑞宝章[10]
- 1915年（大正4年）11月10日 - 大礼記念章[11]
- 1920年（大正9年）12月25日 - 勲一等瑞宝章[12]

## 肖像写真

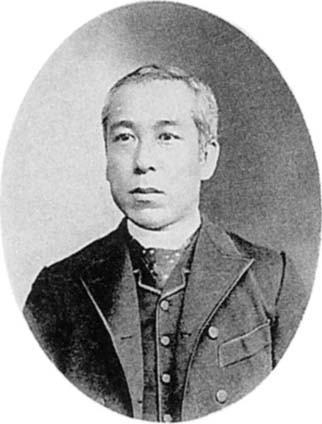
小川一真編纂 『東京帝国大学』 小川写真製版所、1900年（龍渓書舎、2004年復刻）
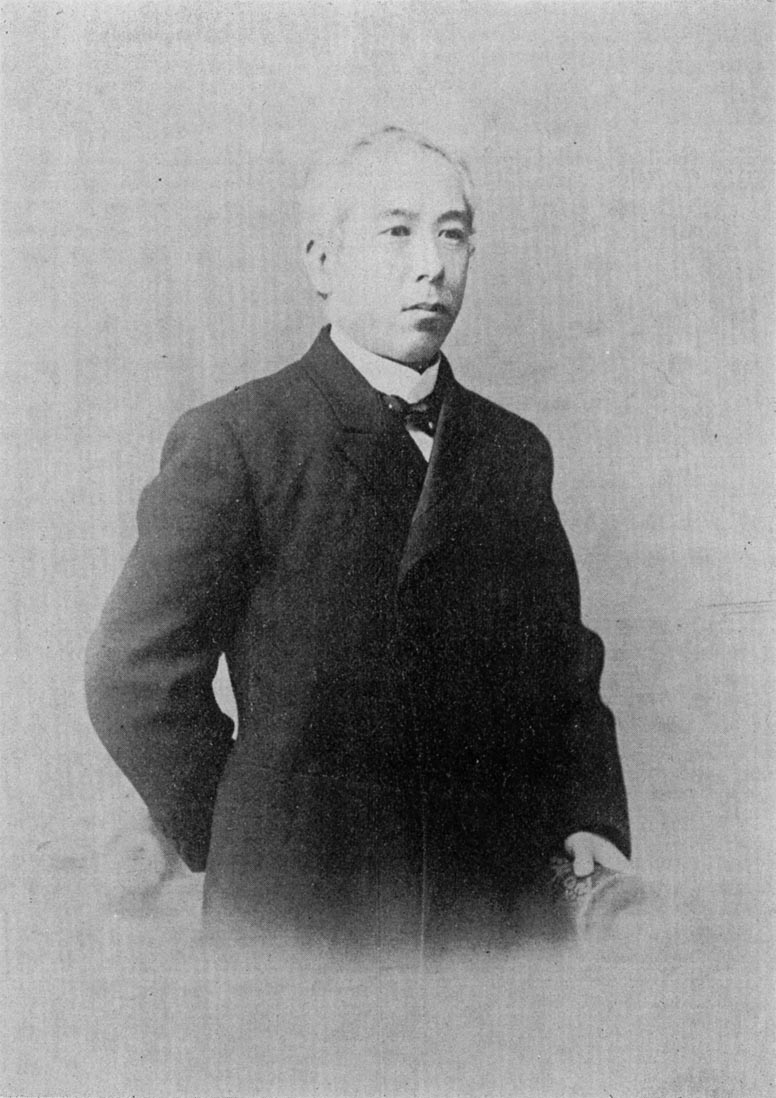
『法学協会雑誌』第24巻第2号、1906年

## 著書
- 『宮崎先生法制史論集』（中田薫編）（岩波書店、1929年）